# Fannia monticola
Fannia monticola är en tvåvingeart som beskrevs av Adrian C. Pont 1996. Fannia monticola ingår i släktet Fannia och familjen takdansflugor.
Artens utbredningsområde är Österrike. Inga underarter finns listade i Catalogue of Life.